# Passa Sete
Passa Sete är en kommun i Brasilien.   Den ligger i delstaten Rio Grande do Sul, i den södra delen av landet, 1 600 km söder om huvudstaden Brasília. Antalet invånare är 5 159.
I omgivningarna runt Passa Sete växer huvudsakligen savannskog. Runt Passa Sete är det glesbefolkat, med 12 invånare per kvadratkilometer.